# Lutte aux Jeux olympiques de 1908
Navigation
Saint-Louis 1904 Stockholm 1912
Les épreuves de lutte aux Jeux olympiques de 1908 ont lieu au White City Stadium de Londres, du 20 au 25 juillet 1908. Deux disciplines sont au programme, la lutte libre (6 catégories masculines) et la lutte gréco-romaine (4 catégories masculines).
La lutte a été au programme de tous les Jeux olympiques d'été modernes, à l'exception de ceux de 1900.
115 lutteurs participent aux 9 épreuves. 

## Médaillés

### Lutte gréco-romaine hommes
| Épreuves           | Or                        | Argent                  | Bronze                     |
| ------------------ | ------------------------- | ----------------------- | -------------------------- |
| Poids légers       | Enrico Porro (ITA)        | Nikolaï Orlov (RUS)     | Arvo Lindén (FIN)          |
| Poids moyens       | Frithiof Mårtensson (SWE) | Mauritz Andersson (SWE) | Anders Andersen (DEN)      |
| Poids lourds       | Verner Weckman (FIN)      | Yrjö Saarela (FIN)      | Carl Jensen (DEN)          |
| Poids super-lourds | Richard Weisz (HUN)       | Aleksandr Petrov (RUS)  | Søren Marinus Jensen (DEN) |

### Lutte libre hommes
| Épreuves     | Or                        | Argent                    | Bronze               |
| ------------ | ------------------------- | ------------------------- | -------------------- |
| Poids coqs   | George Mehnert (USA)      | William Press (GBR)       | Aubert Côté (CAN)    |
| Poids plumes | George Dole (USA)         | John Slim (GBR)           | William McKie (GBR)  |
| Poids légers | George de Relwyskow (GBR) | William Wood (GBR)        | Arthur Gingell (GBR) |
| Poids moyens | Stanley Bacon (GBR)       | George de Relwyskow (GBR) | Frederick Beck (GBR) |
| Poids lourds | George Con O'Kelly (GBR)  | Jacob Gundersen (NOR)     | Edward Barrett (GBR) |

## Tableau des médailles
| Rang | Nation          | Or | Argent | Bronze | Total |
| ---- | --------------- | -- | ------ | ------ | ----- |
| 1    | Grande-Bretagne | 3  | 4      | 4      | 11    |
| 2    | États-Unis      | 2  | 0      | 0      | 2     |
| 3    | Finlande        | 1  | 1      | 1      | 3     |
| 4    | Suède           | 1  | 1      | 0      | 2     |
| 5    | Hongrie         | 1  | 0      | 0      | 1     |
| 5    | Italie          | 1  | 0      | 0      | 1     |
| 7    | Russie          | 0  | 2      | 0      | 2     |
| 8    | Norvège         | 0  | 1      | 0      | 1     |
| 9    | Danemark        | 0  | 0      | 3      | 3     |
| 10   | Canada          | 0  | 0      | 1      | 1     |